# 윌리엄 하이드 울러스턴
윌리엄 하이드 울러스턴(William Hyde Wollaston, FRS, 1766년 8월 6일~1828년 12월 22일)은 영국의 물리학자이자 화학자이다.

## 생애
영국 노퍽주의 디어럼에서 태어났다. 케임브리지 대학에서 의학을 전공했으며, 1789년에 파리에서 병원을 개업하였다. 하지만 미세한 백금철사(울러스턴 선)을 만드는데 성공하여, 의사에서 과학자가 되었다. 이 후에 영국 왕립학회의 회원으로 선출되었다. 1803년에 팔라듐을, 1804년에 로듐을 발견하였다. 또한 태양스펙트럼 중에서 7개의 흑선(프라운호퍼선)도 발견하였다. 이 외에도 많은 업적이 있으며, 캐나다에 울러스턴의 이름을 딴 호수가 있다.

## 같이 보기
- 프라운호퍼선